# Le Doulieu

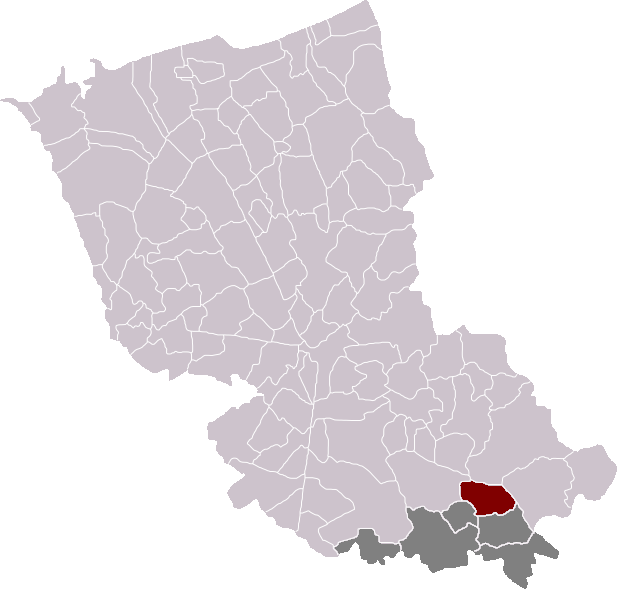
Localització de Le Doulieu

Le Doulieu (en neerlandès Zoeterstee) és un municipi francès, situat a la regió dels Alts de França, al departament del Nord, que forma part de la Westhoek. L'any 2006 tenia 1.377 habitants.

## Demografia
| 1962                                       | 1968 | 1975 | 1982 | 1990  | 1999  |
| ------------------------------------------ | ---- | ---- | ---- | ----- | ----- |
| 665                                        | 727  | 714  | 965  | 1.138 | 1.229 |
| Des de 1962: població sense dobles comptes |      |      |      |       |       |

## Administració
| Període | Identitat       | Partit |
| ------- | --------------- | ------ |
| 2001-   | Julien Delassus |        |

## Galeria d'imatges

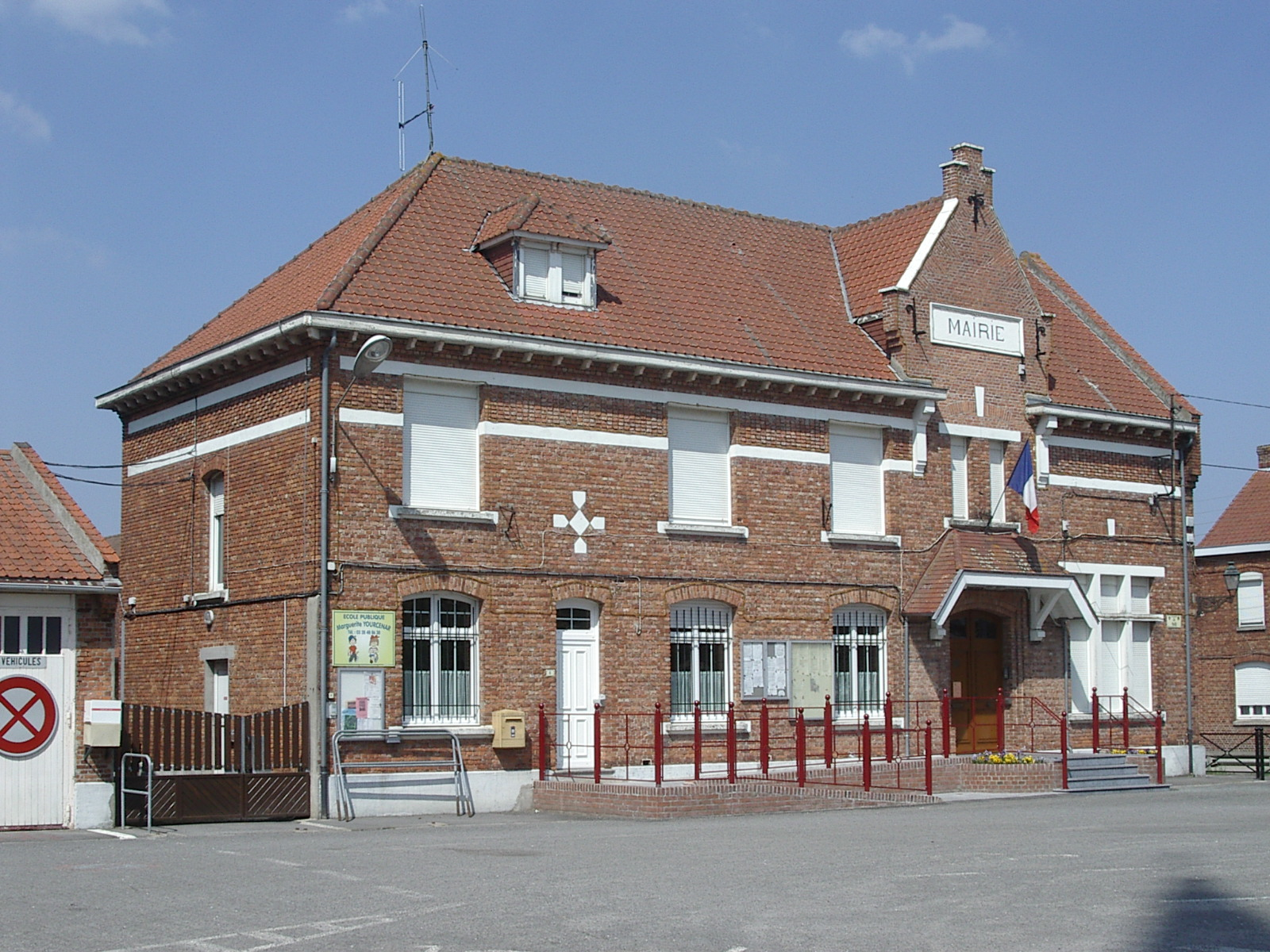
Alcaldia
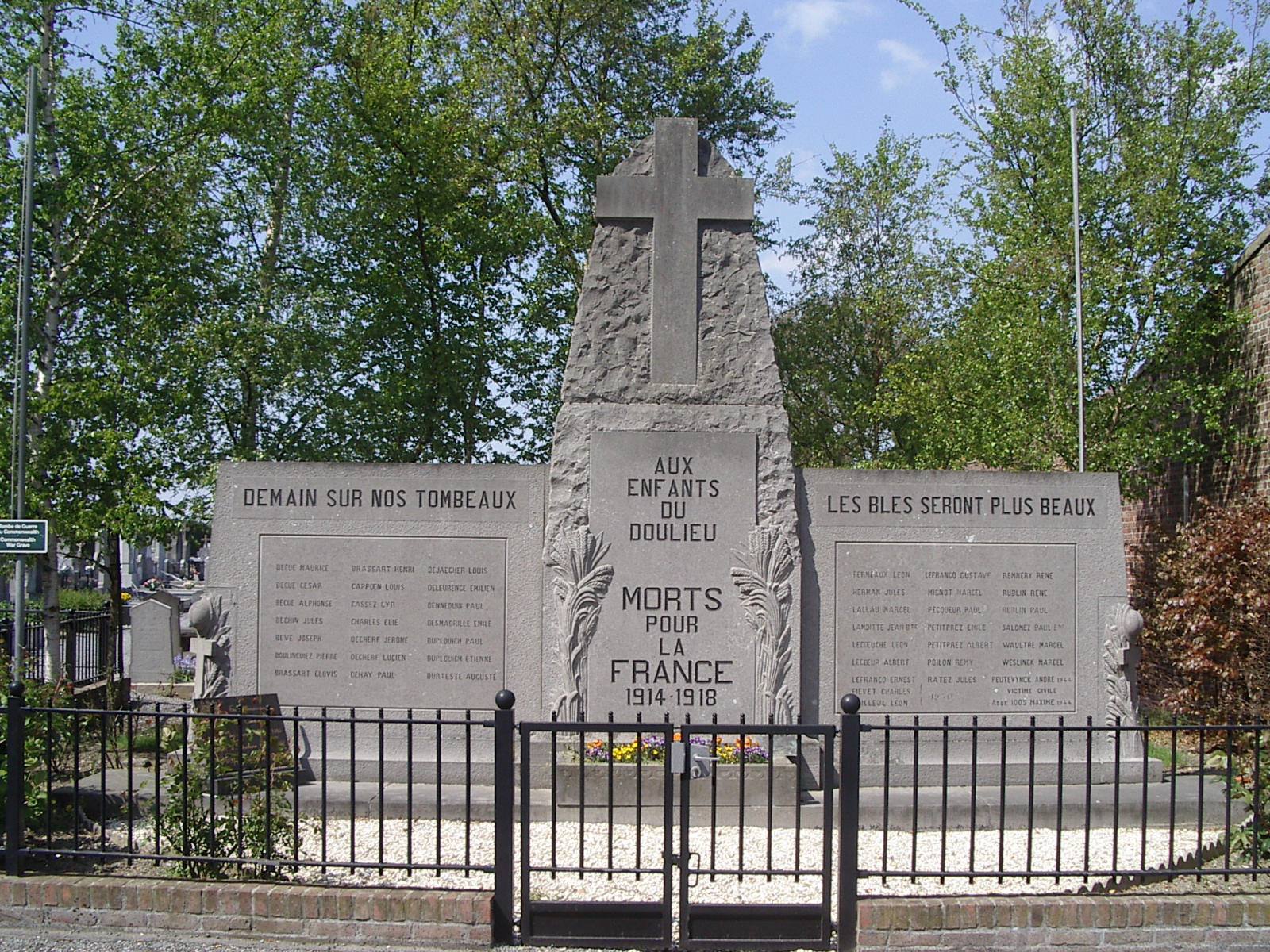
Monument als Morts
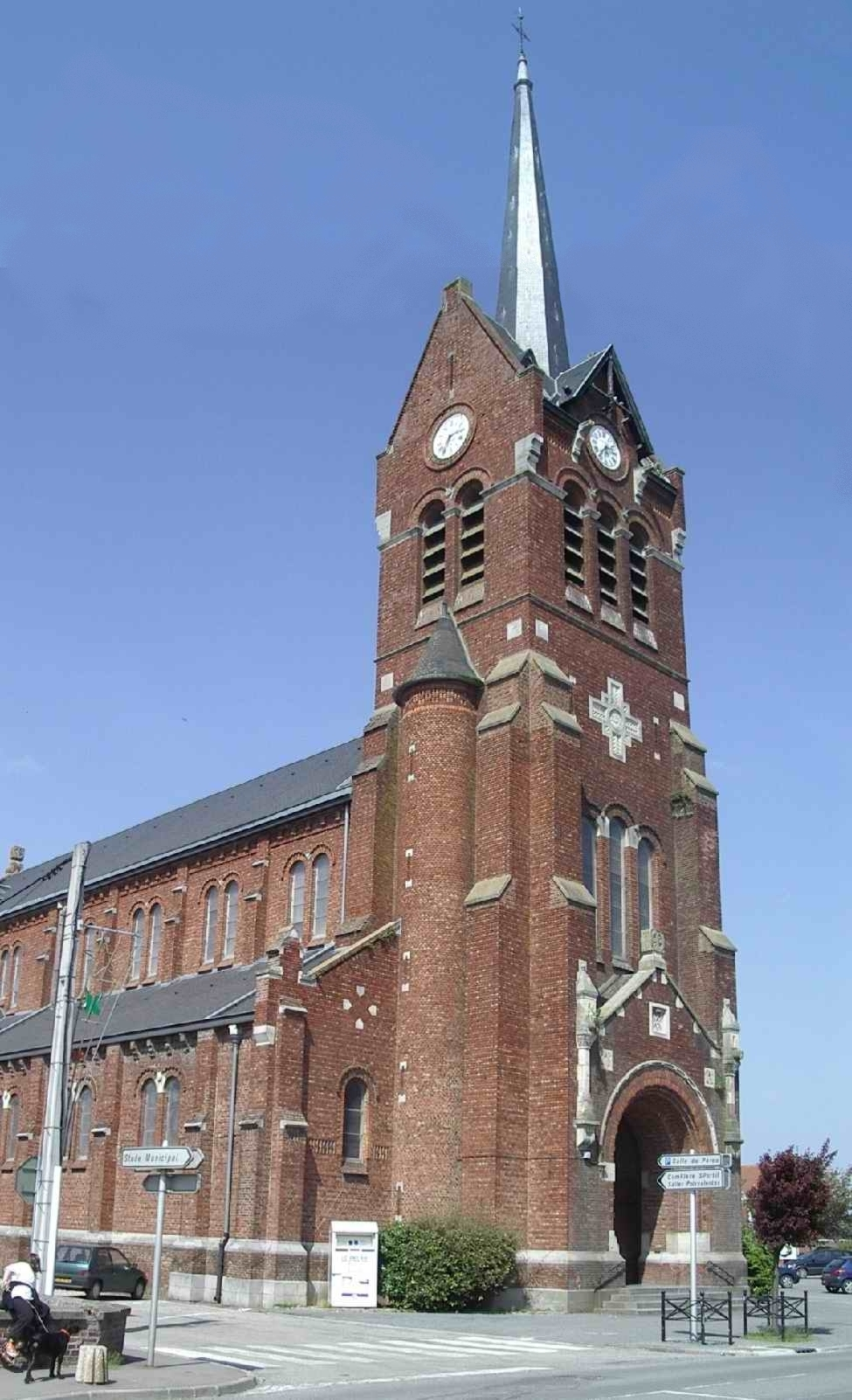
Església
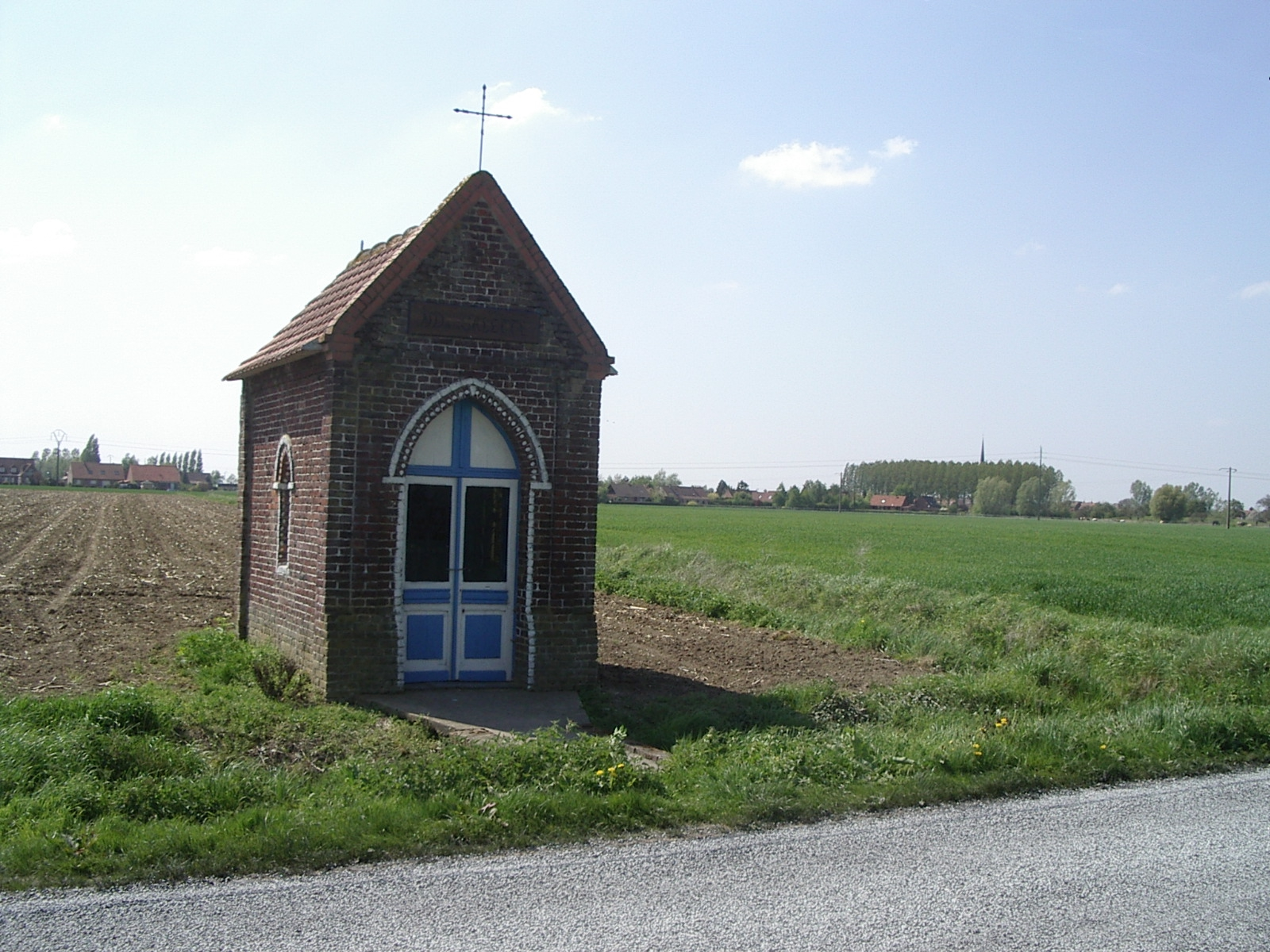
Capella Notre Dame de la Salette
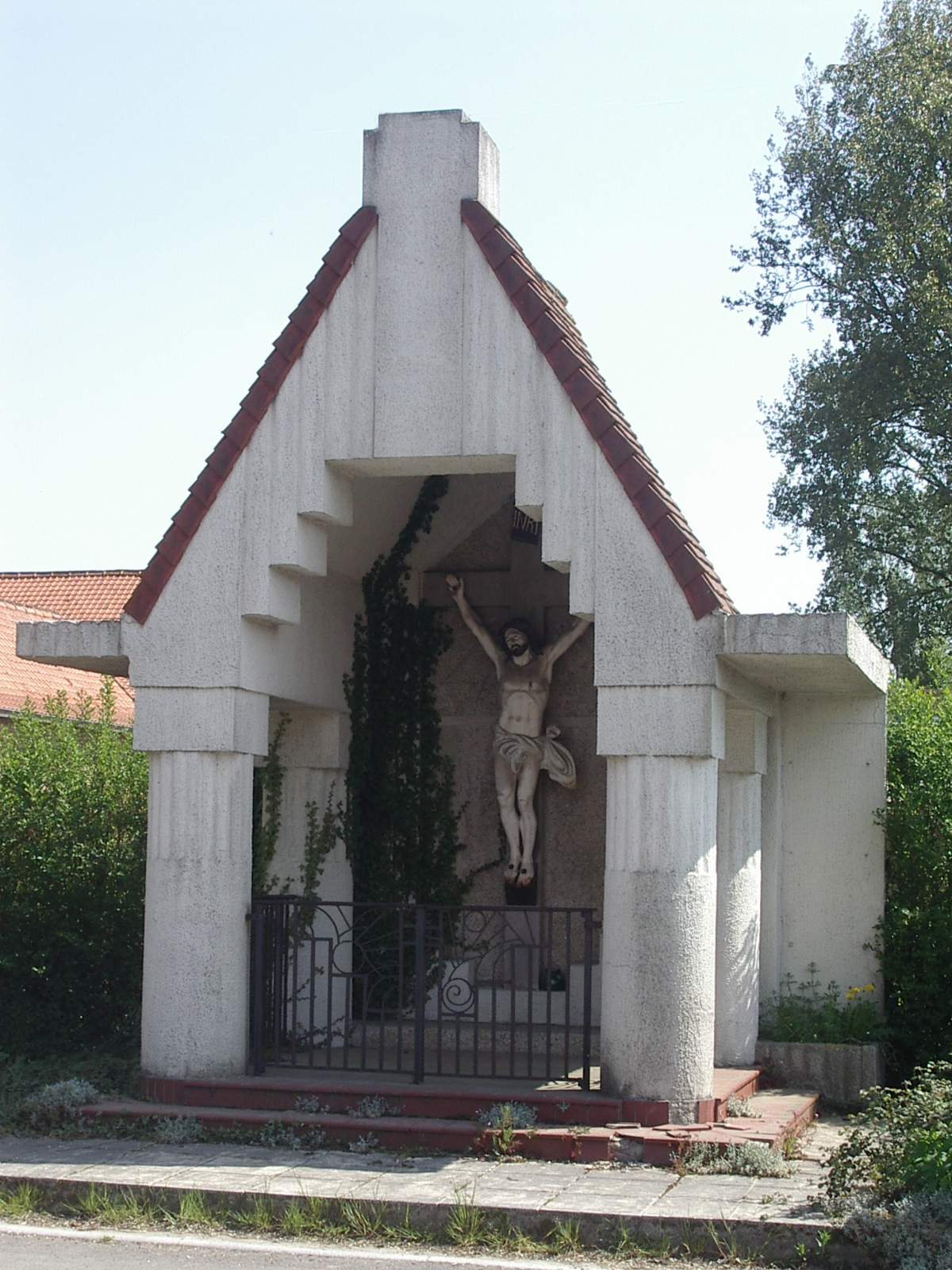
El Calvari
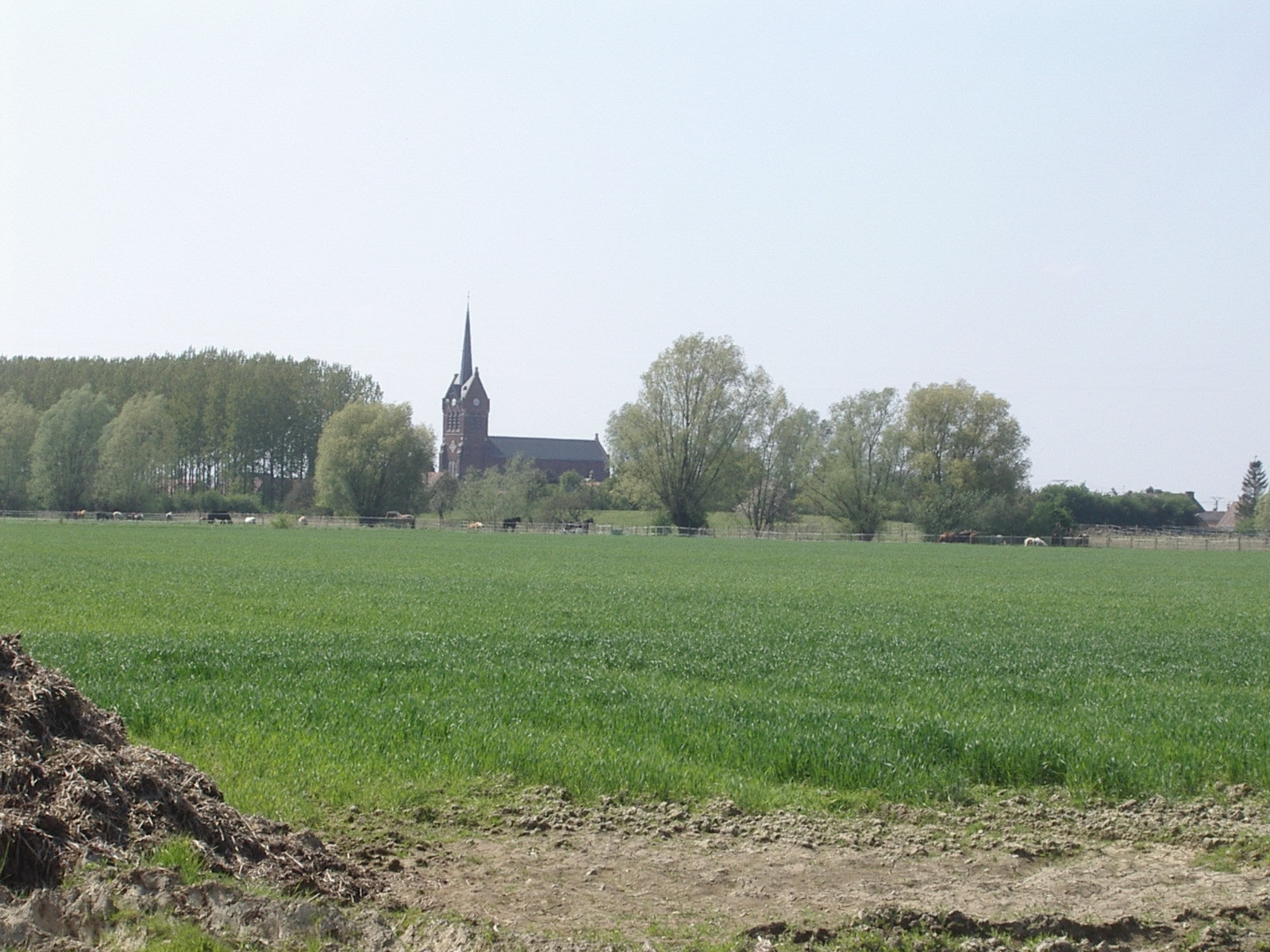
Vista de Le Doulieu